# 라이엇 걸

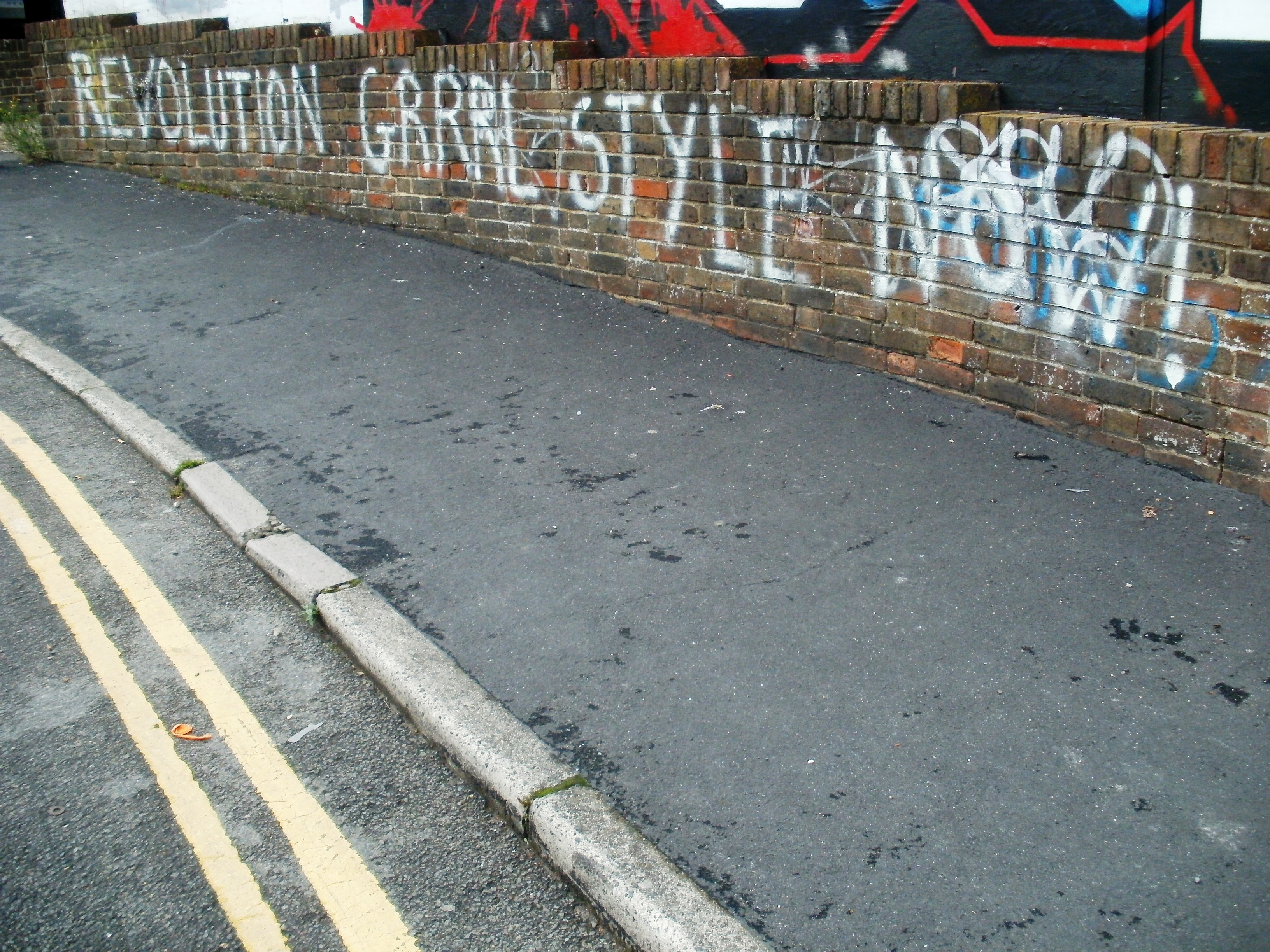

라이엇 걸(영어: Riot grrrl)은 1990년대 미국에서 생겨난 페미니즘 펑크 록 장르 및 문화 운동을 통칭하는 말이다.

## 같이 보기
- 걸 밴드
- 비키니 킬
- 걸 파워
- 킨더호어
- 록 어게인스트 섹시즘